# Johann Wilhelm Schirm
Johann Wilhelm Schirm (* 13. Dezember 1812 in Scheuern (Nassau); † 20. Februar 1889 in Wiesbaden) war ein deutscher Pädagoge und Begründer der Wiesbadener Gewerbeschule sowie Mitglied des Nassauischen Kommunallandtags des preußischen Regierungsbezirks Wiesbaden.

## Leben
Johann Wilhelm Schirm erhielt am Lehrerseminar Idstein eine dreijährige Ausbildung, machte 1828 das Examen als Elementarlehrer und war dann anschließend in diesem Beruf tätig, bevor er sich von 1841 ab sprachlichen und naturwissenschaftlichen Studien widmete, wo er ein Jahr später an der Rheinischen Friedrich-Wilhelms-Universität Bonn zum Dr. phil. promovierte. Nach Ablegen der Realschullehrerprüfung erteilte er Unterricht in Naturgeschichte am Landwirtschaftlichen Institut Geisberg.
Schirm baute eine eigene Schule auf und eröffnete 1952 die „Dr. Schirmsche Handels- und Gewerbeschule“ in Wiesbaden, die sich eines lebhaften Zuspruchs erfreute. Wegen der Erkrankung seiner Ehefrau gab er 1861 die Leitung der Schule in die Hände zweier Lehrer.
Er betätigte sich fortan politisch, war Mitglied im Bürgerausschuss (1862–1865). Im Wiesbadener Gemeinderat, dem er von 1868 bis 1889 angehörte, engagierte er sich besonders für die kommunale Schulpolitik. Als Gemeinderatsvorsteher war er in dieser Zeit eine einflussreiche und prägende Persönlichkeit.
Daneben war er Mitglied des Wahlkomitees der Liberalen Vereinigung, die später mit der Deutschen Fortschrittspartei zur Deutschen Freisinnigen Partei fusionierte.
Von 1868 an hatte er ein Mandat für den Nassauischen Kommunallandtag des preußischen Regierungsbezirks Wiesbaden, wo er sich besonders für die Belange der Elementarschule starkmachte. Von 1869 bis 1874 war er als Nachfolger für den verstorbenen Abgeordneten Louis Krempel in dem Parlament. 1885 beendete er seine Parlamentsarbeit.

## Öffentliche Ämter
- ab 1863 Vorsitzender der Verwaltungskommission der Augenheilanstalt
- ab 1864 Vorstandsmitglied und Schriftführer des Protestantenvereins
- ab 1868 Mitglied der evangelischen Kreissynode für Stadt- und Landkreis Wiesbaden
- ab 1879 stellvertretender Vorstandsdirektor der Wiesbadener Kinderbewahranstalt
- 1880–1887 Vorstandsmitglied des Wiesbadener Zweigvereins der Gustav-Adolf-Stiftung
- 1880–1887 Präsident des Wiesbadener »Curvereins«

## Schriften
- 1853 Praktische Grammatik der Englischen Sprache, besonders für Real-, Handels u. Gewerbeschulen (Lehrbuch)